# Europabrunnen (Dresden)

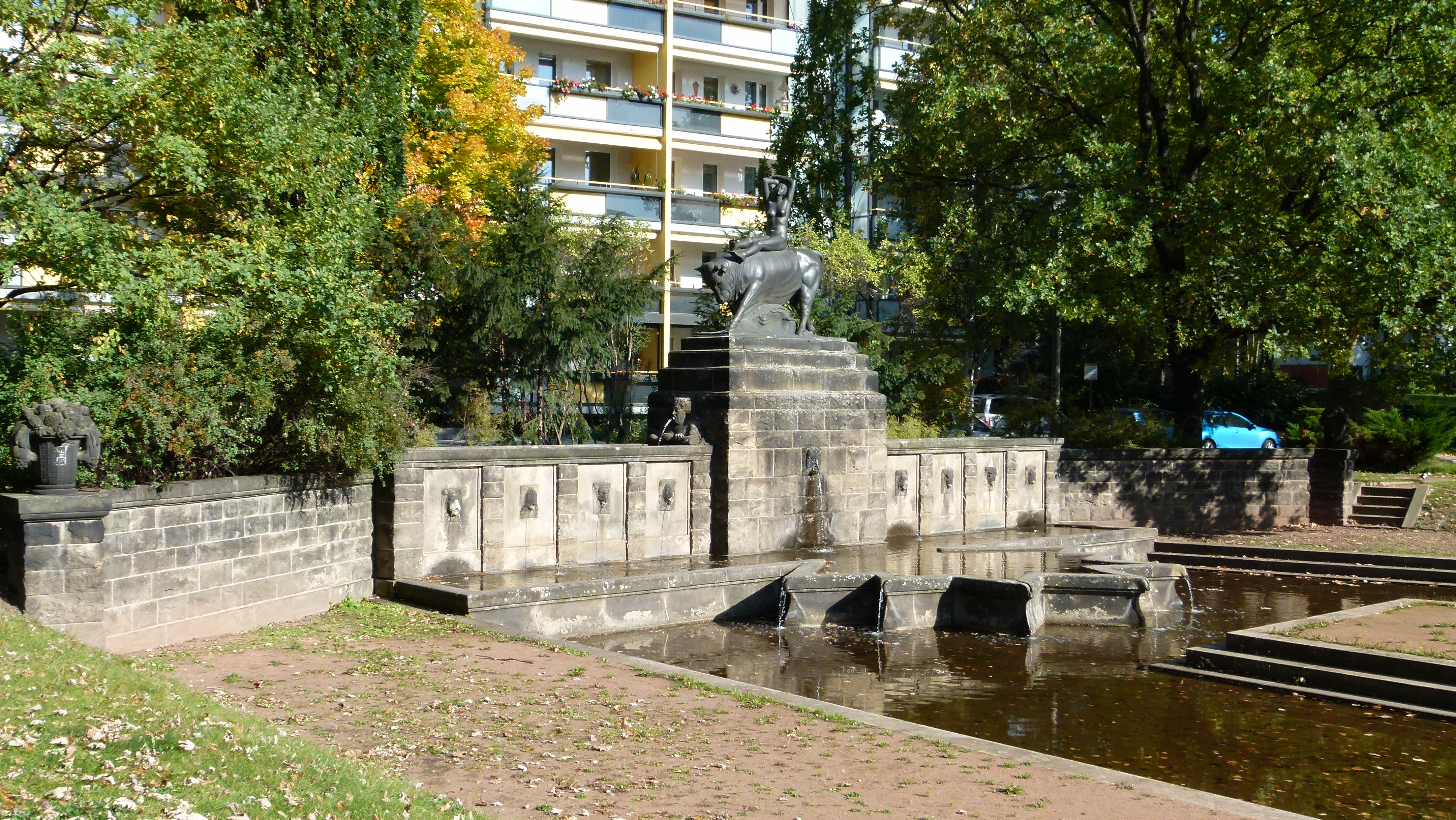
Europabrunnen (2012)

Der Europabrunnen mit der Bronzefigurengruppe Europa auf dem Stier, gefertigt vom Dresdner Bildhauer Georg Wrba, befindet sich im Stadtteil Dresden-Blasewitz am Königsheimplatz.

## Geschichte

Ansicht um 1930

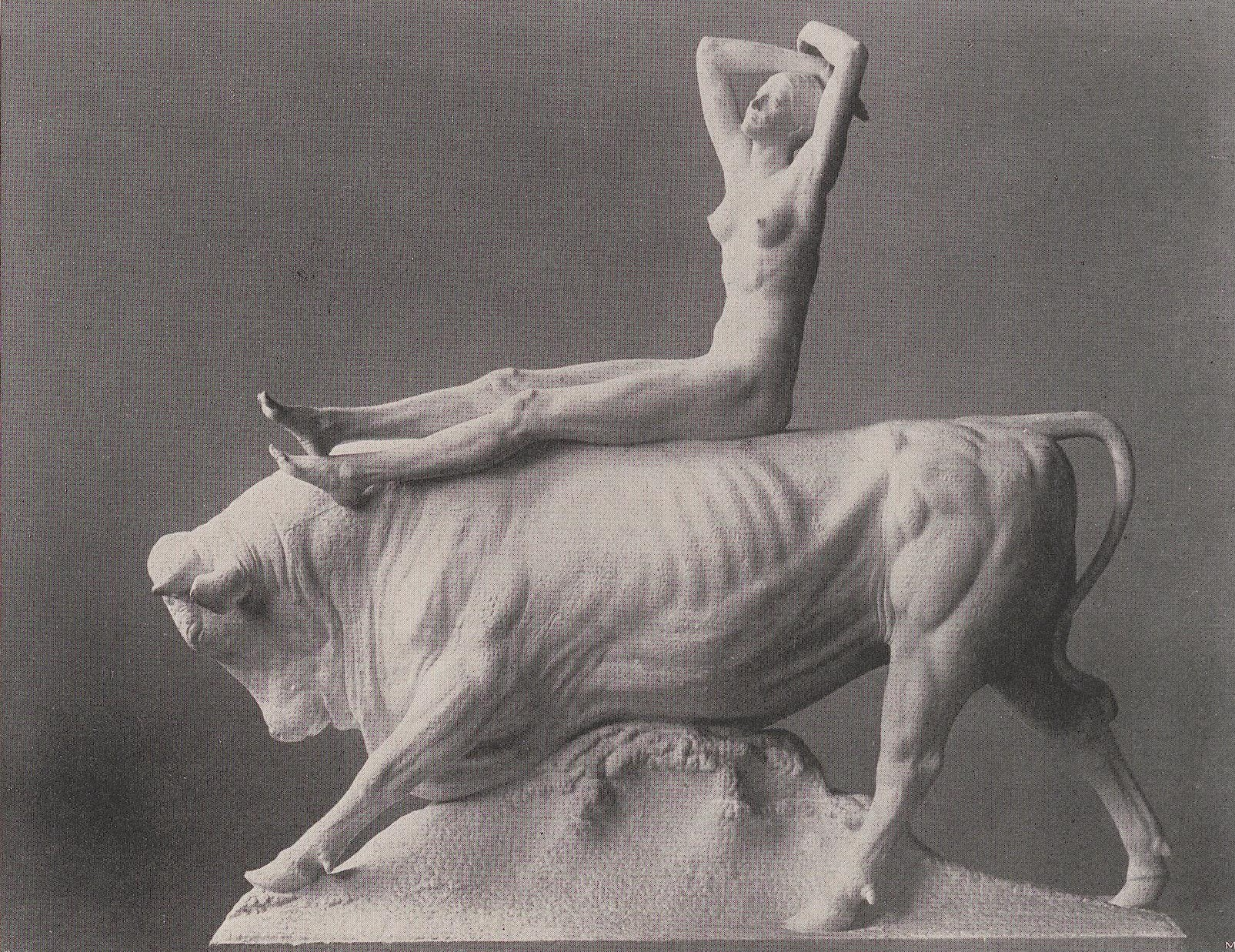
Skulptur „Europa“ von Georg Wrba, ca. 1918

Nach zähen zwanzigjährigen Verhandlungen zwischen der Stadt Dresden und der Gemeinde Blasewitz erfolgte zum 1. April 1921 die Eingemeindung nach Dresden. Dabei musste der damalige Oberbürgermeister Curt Bernhard Ottomar Blüher etliche Zugeständnisse an die Gemeinde in Kauf nehmen. So auch eine Ausschreibung der Stadt für einen Brunnen an der damaligen Residenzstraße Ecke Marschallstraße, heute Loschwitzer Straße und Händelallee, garantieren. Der Stadtrat beschloss dieses Vorhaben und startete eine Ausschreibung, den Zuschlag erhielt der Akademieprofessor der Dresdner Kunstakademie, Georg Wrba. Seine Pläne sahen eine großzügig angelegte Brunnenanlage mit Wasserspielen und einen für den Villenort Blasewitz würdigen Brunnen vor.

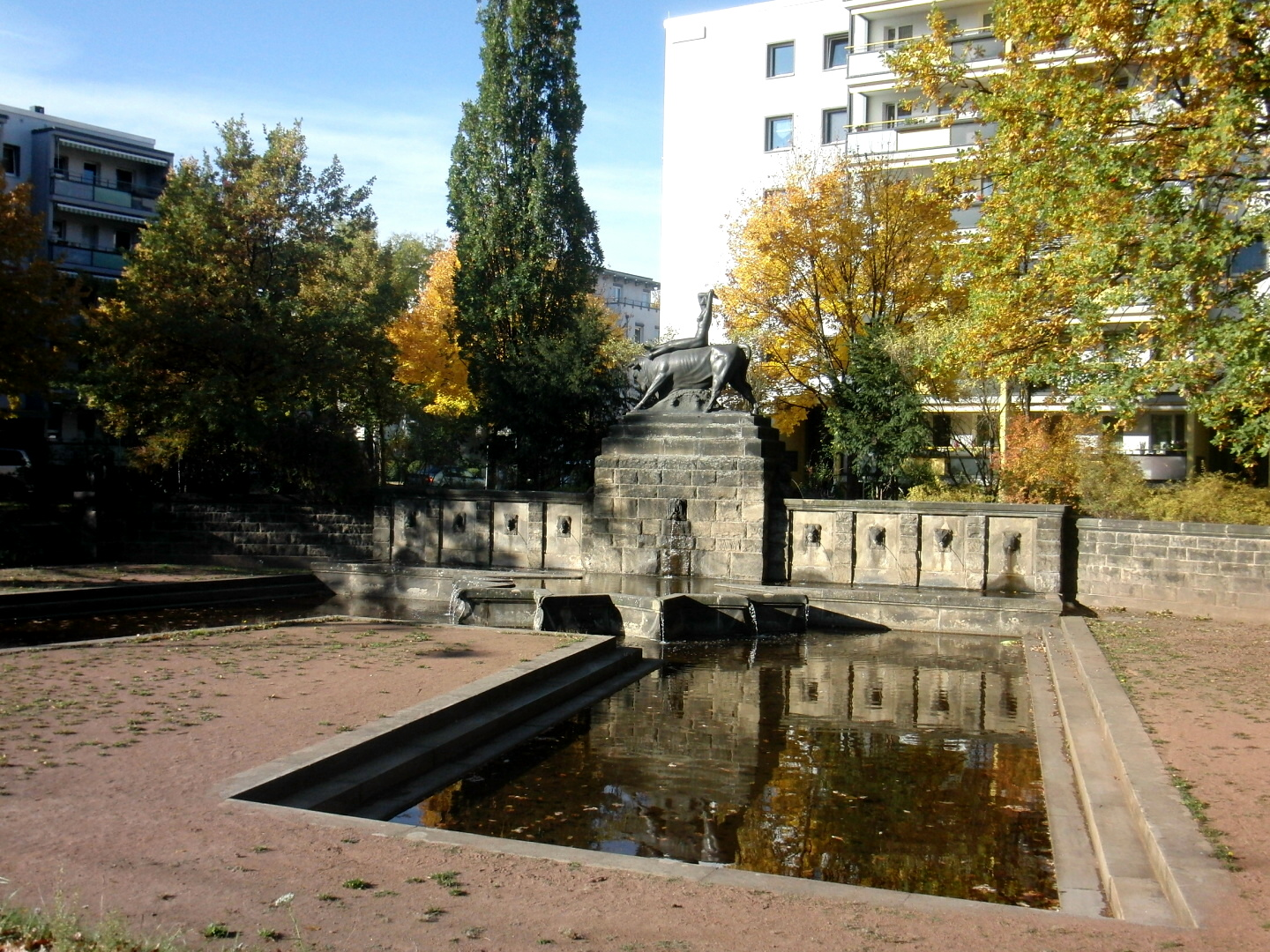
Europabrunnen am Königsheimplatz

## Europabrunnen vor 1945
Nachdem der Stadtrat die eingereichten Entwürfe des Akademieprofessors bewilligte, begann die Umsetzung der Pläne. Aus Pirnaer Sandstein entstand der Sockel und das Hochbecken sowie die beiden länglichen Wasserbecken vor dem Brunnen. Das Modell und die Negativform der Figuren entstanden im Atelier des Professors. Den Bronzeguss übernahm die Dresdner Firma Kunstgießerei Gebrüder Zinke von der Reisewitzer Straße. Am 5. Mai 1921 wurde der Platz zu Ehren des verdienstvollen Sächsischen Geheimen Regierungsrates Arthur Willibald Königsheim, des Reformers und Begründers des Waldparkvereins und der Blasewitzer Villenkolonie, in Königsheimplatz benannt. Und im Jahr 1922 erhielt nun der Königsheimplatz seine dominante künstlerische Aufwertung, mit der feierlichen Einweihung des Europabrunnens. Die Ausführung wurde vom Amtsbaurat Borrmann überwacht und von der Dresdner Bildhauerfirma Gebrüder Eberlein handwerklich hergestellt. Die über 5 Tonnen schwere Bronzeplastik in nördlicher Lage der Anlage stellt Europa dar, eine Gestalt der griechischen Mythologie, sie ist die Tochter des phönizischen Königs Agenor und der Telephassa die Geliebte des Zeus. In Stiergestalt trug er sie zu seiner Höhle auf die Insel Kreta und zeugte mit ihr Minos, Rhadamanthus und Sarpedon.

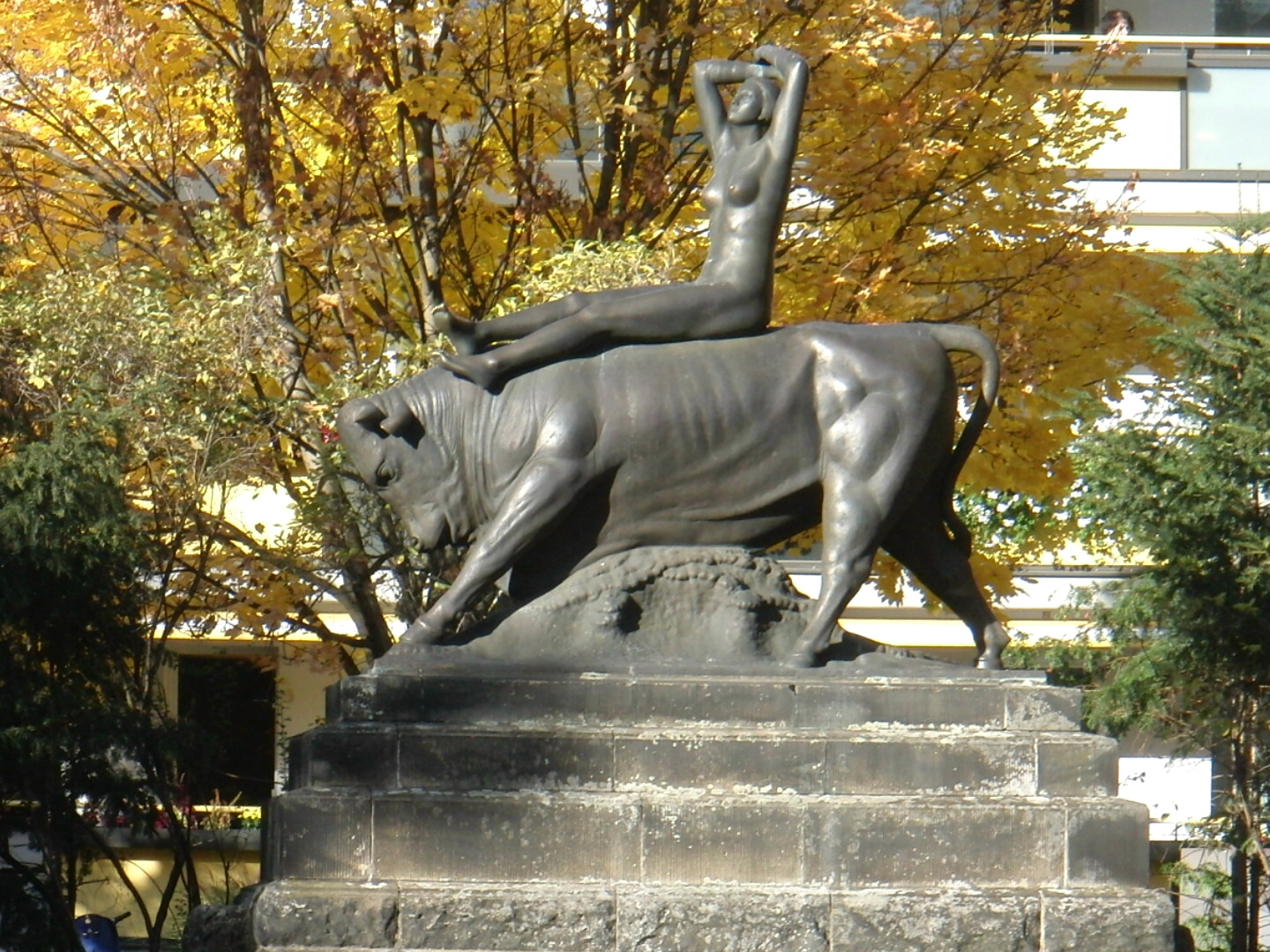
Europabrunnen am Königsheimplatz

Die eher volkstümlich wirkende Brunnenanlage mit einer 14 Meter langen breiten Sandsteinquadermauer, an den Seiten halbhoch, trägt mittig die monumental wirkende Figurengruppe Europa auf dem Stier aus Bronze. Jeweils seitlich an den Flügeln bilden üppige Blumen- und Früchtekörbe den Abschluss. Beidseitig neben dem erhabenen Sockel sprudelte das Wasser aus länglich angeordnete Becken aus vier Köpfen in phantasievoller Gestaltung in ein mehrzackiges tieferliegendes Wasserbecken. Aus den Überläufen an den Zackenspitzen gelangte das Wasser in zwei parallel angeordnete niedrigere Wasserbecken zum Planschen. Diese Brunnenanlage nach der erzwungenen Eingemeindung wurde zunächst als die vom Dresdner Oberbürgermeister Blüher entführte Gustel von Blasewitz spöttisch von den Blasewitzern genannt. Das Glück dauerte nur 22 Jahre, denn mit der Kriegsentwicklung im Jahr 1944 wurde die Bronzefigurengruppe demontiert und als Metallspende zu Rüstungszwecken abtransportiert.

## Nach 1945
Obwohl der Königsheimplatz bei den Bombardierungen Dresdens 1945 schwer getroffen und alle umgebenden Gebäude zerstört wurden, blieb die Brunnenanlage fast unbeschädigt. Anfang der 1950er Jahre entdeckte Hans Nadler auf dem „Glockenfriedhof“ in Hamburg (das Lager der Zinnwerke Hamburg-Wilhelmsburg) auch die Plastik von Wrba „Europa auf dem Stier“ wieder, sie war nicht eingeschmolzen worden. Allerdings war sie völlig zerquetscht und nicht restaurierbar.
In der DDR wurde das Brunnenbecken 1952 einer ersten Sanierung unterzogen, die jedoch nicht auf Dauer Bestand hatte, da es immer wieder zu Vandalismus kam. Eine 1960 beabsichtigte radikale Umgestaltung wurde aus finanziellen Gründen nicht weiter verfolgt. Ende der 1970er und Anfang der 1980er Jahre wurde die Brunnenanlage dem Verfall preisgegeben: Steinbildhauerarbeiten wurden teilweise zerschlagen und die Wassertechnik war inzwischen gänzlich unbrauchbar geworden. In den Jahren 1985 bis 1986 begann nach Protesten der Bevölkerung mühevoll und ohne Figurengruppe eine Instandsetzung des Brunnenbeckens nach den damaligen Möglichkeiten der Mangelwirtschaft, eine notwendige vollständige Rekonstruktion erfolgte jedoch nicht.
1994 wurde die Rekonstruktion der Anlage bildhauerisch für die Sandsteinarbeiten abgeschlossen, das Brunnenbecken war abgedichtet und die Wassertechnik erneuert.
Im Jahr 1995 schuf der Dresdner Bildhauer Lothar Janus aus Bühlau nach einer Finanzierung der Dussmann-Stiftung nach historischem Vorbild eine neue Plastik. Diese wurde von der Dresdner Firma Gebrüder Ihle in Rabenau gegossen. Seit 22. September 1995 ziert wieder ein vollständiger Europabrunnen mit der Bronzefigurengruppe Europa auf dem Stier den Königsheimplatz.
Eine weitere Sanierung fand 2022 statt. Abermals wurde das Wasserbecken abgedichtet und die Brunnenanlage in einen technisch zeitgemäßen Zustand versetzt. Auch das Wegesystem des Platzes wurde erneuert und dem historischen Vorbild angenähert. Es entstanden fünf zusätzliche Nischen mit Bänken. Die alten Bänke wurden durch neue ersetzt, die denen von 1922 ähneln. Auch die Bepflanzung des Platzes wurde erneuert, einschließlich der Einfassung des Bereichs mit einer 135 Metern langen neuen Hecke. Die Gesamtkosten betrugen etwa 150.000 Euro.